# Seznam županov Občine Trbovlje
Seznam županov Trbovelj je urejen kronološko.
Na seznamu so navedeni vsi župani od leta 1850, ko Trbovlje prejmejo naziv krajevne občine.
Med letoma 1789 in 1850 so imele Trbovlje naziv katastrske občine in so jo vodili oberrihtarji. Oberrihtarji niso bili izvoljeni saj so jih imenovali plemiči. Eden izmed pogojev za imenovanje oberrihtarja je bilo znanje nemščine.
Od 19. junija 1929 imajo Trbovlje naziv občine.
V obdobju povojne Jugoslavije se je za župana prvotno uporabljal naziv predsednik občinskega ljudskega odbora občine Trbovlje, kasneje pa predsednik skupščine občine Trbovlje.
Od 15. januarja 1994 se ponovno uporablja naziv župan.

## 19. stoletje
- Mihael (Miha) Roš (kot oberrihtar; do 1850)
- Franc Pust (zadnji oberrihtar, prvi župan; 1850−1871)
- Franc Kalan (1871−1877)
- Ivan Logar (1877−1892)
- Ferdinand Roš (1892−1907)

## 20. stoletje
- Gustav Vodušek (1907−1918)
- Fran Mercina (gerent; 1919−1921)
- Jurij Hacin (1921)
- Gerenti (1921−1926):
  - Fran Mercina (1921−1922)
  - Robert Plavšak (1922−1923)
  - Miha Koren (1923)
  - Anton Fortič (1923−1924)
  - Ludvik Pinkava (1924)
  - Franc Kokalj (1924−1925)
  - Gustav Vodušek (1925−1926)
- Ignac Sitter - Siter (1926−1930)
- Gustav Vodušek (1930−1934)
- Jakob Klenovšek (1934−1941)
- Franc Peharc (1941)
- Sepp Moder (1941−1945)
- Ivan Giuliatti (1945−1947)
- Ivan Zupančič (1947−1948)
- Andrej Zemljak (1948−1949)
- Rudi Gornik (1949−1950)
- Alojz (Slavko) Borštnar (1950−1951)
- Dominik Kužnik (1951−1952)
- Alojz Dular (1952−1957)
- Franc Kralj - Cink (1957−1958)
- Martin Gosak (1958−1960; 1960−1962)
- Ado Naglav (1963−1967)
- Jože Laznik (1967−1973)
- Milan Janežič (1973)
- Janez Ocepek (1973−1980)
- Henrik Pušnik (1980−1984)
- Franc Perme (1984−1986)
- Franja Šprogar (1986−1988)
- Franc Majnardi (1988−1994)
- Janez Malovrh (1994−1998)
- Ladislav Žiga Žgajnar (1998−2002)

## 21. stoletje
- Bogdan Barovič (2002−2006; 2006−2010)
- Vili Treven (2010[2]−2014)
- Jasna Gabrič (2014[3]−2018; 2018−2022[4])
- Zoran Poznič (2022[5]−danes)